# 千葉港車站
千葉港車站（日语：／ Chiba-minato eki */?）是位於日本千葉縣千葉市中央區中央港一丁目，屬於東日本旅客鐵道（JR東日本）、千葉都市單軌電車的鐵路車站。
此站有JR東日本的京葉線與千葉都市單軌電車的1號線停靠，是轉乘站。千葉都市單軌電車1號線的起點，曾經是該線的單獨站，自千葉站分岔的2號線大部分列車都直通至此站。JR的車站編號是JE 17，千葉都市單軌電車的車站編號是CM01。

## 車站構造

### JR東日本
JR東日本千葉港車站是一座設有一座島式月台與一座側式月台，共三條乘車線的高架車站，站房直接設置於高架路軌的下方。除了像是綠窗口或自動售票機、自動補票機等車站常見的設備外，千葉港車站裡還設有各類賣店與餐廳。其中發跡於千葉市中央區當地、1928年創立的老字號車站便當業者萬葉軒也在千葉港車站裡開設了一家餐廳「萬葉茶屋 千葉港」。
雖然意義相同，但千葉港車站在1986年啟用時使用的是全漢字書寫的站名，而目前使用、包含有平假名在內的（/Minato是「港」字的假名寫法）則是在1992年時改用。
車站曾經設有綠窗口，但已經於2014年3月31日結束營業；2015年10月20日，千葉港站業務委託給JR東日本車站服務。

### 月台配置
| 月台 | 路線   | 方向 | 目的地           | 備註            |
| ---- | ------ | ---- | ---------------- | --------------- |
| 1、2 | 京葉線 | 下行 | 蘇我方向         | 2號月台待避列車 |
| 2、3 | 京葉線 | 上行 | 南船橋、東京方向 | 2號月台待避列車 |

（來源：JR東日本:車站構內圖（页面存档备份，存于））

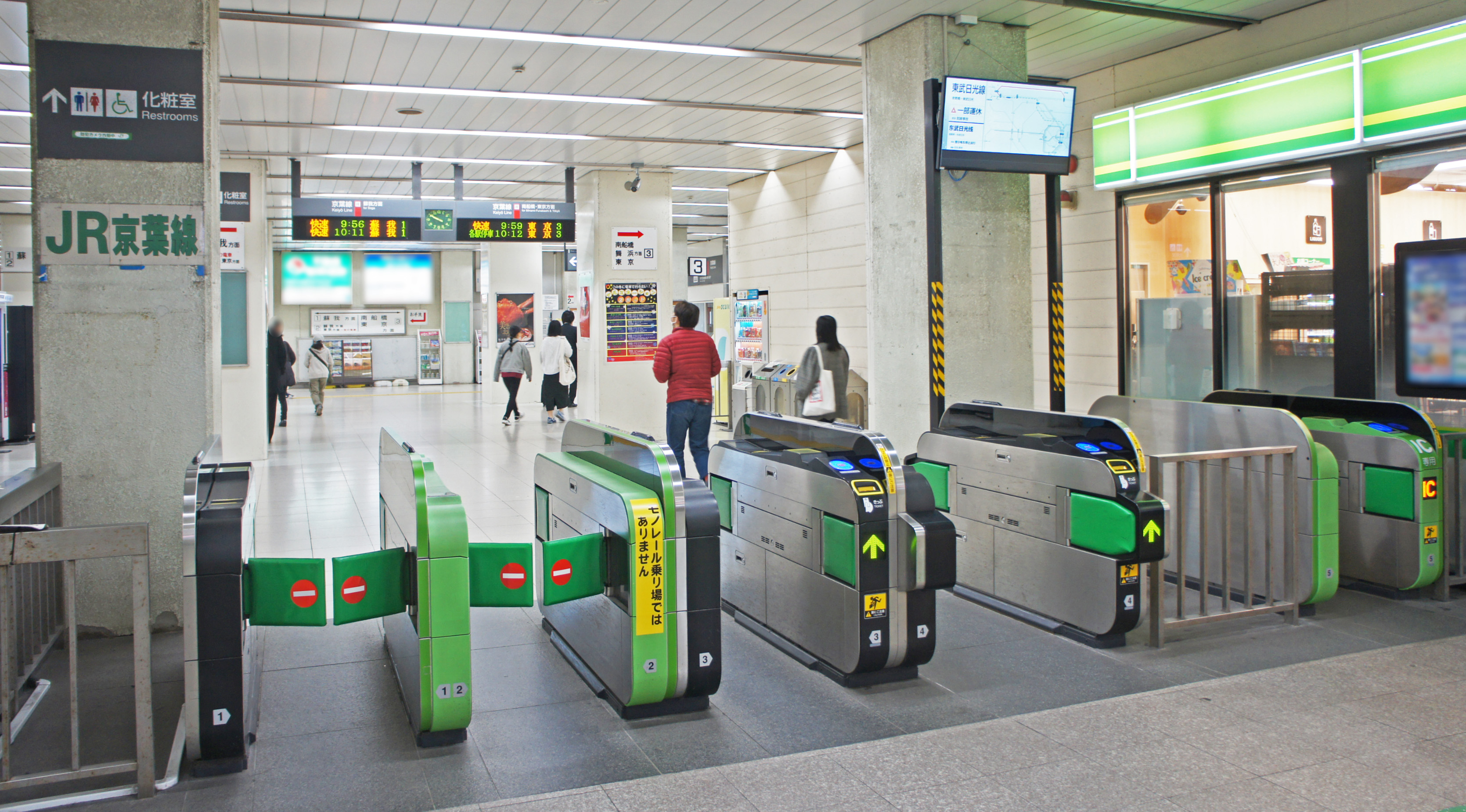
閘口（2019年12月）
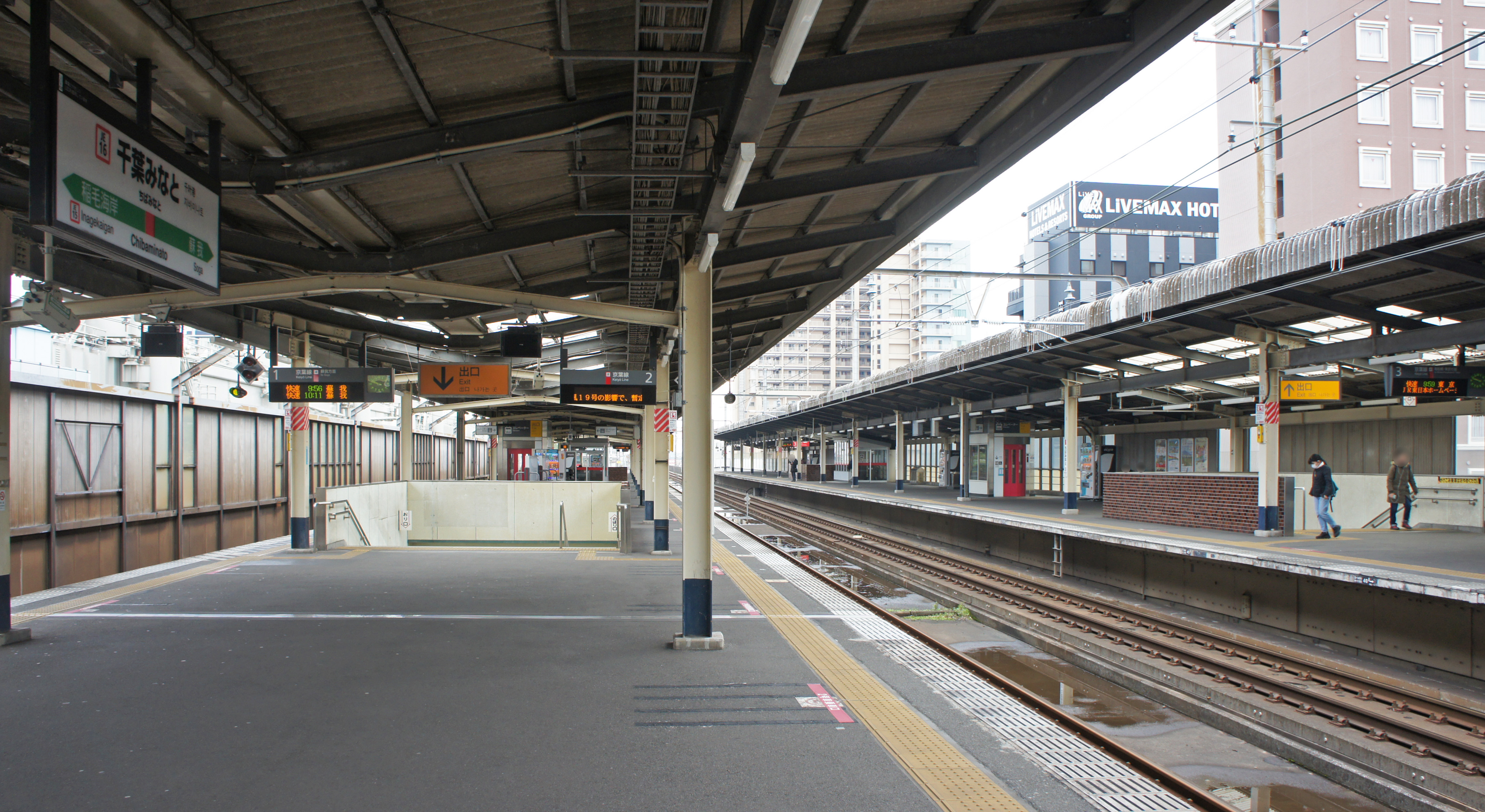
月台（2019年12月）

### 千葉都市單軌電車
以大型支柱支撐在道路中央、採高架站體設計的千葉都市單軌電車千葉港車站，設置有一對相對式月台、兩條乘車線。由於是千葉都市單軌電車1號線的起點站，在車站西北側可以見到路軌的終點。
除了1號線上的班車外，所有行駛於2號線上的列車也都會自2號線的起點站——千葉車站駛入1號線至千葉港之後再折返。

#### 月台配置
| 月台 | 路線  | 目的地           | 備註                      |
| ---- | ----- | ---------------- | ------------------------- |
| 1    | 2號線 | 千葉、千城台方向 | 平日早上部分於2號月台開出 |
| 2    | 1號線 | 千葉、縣廳前方向 |                           |

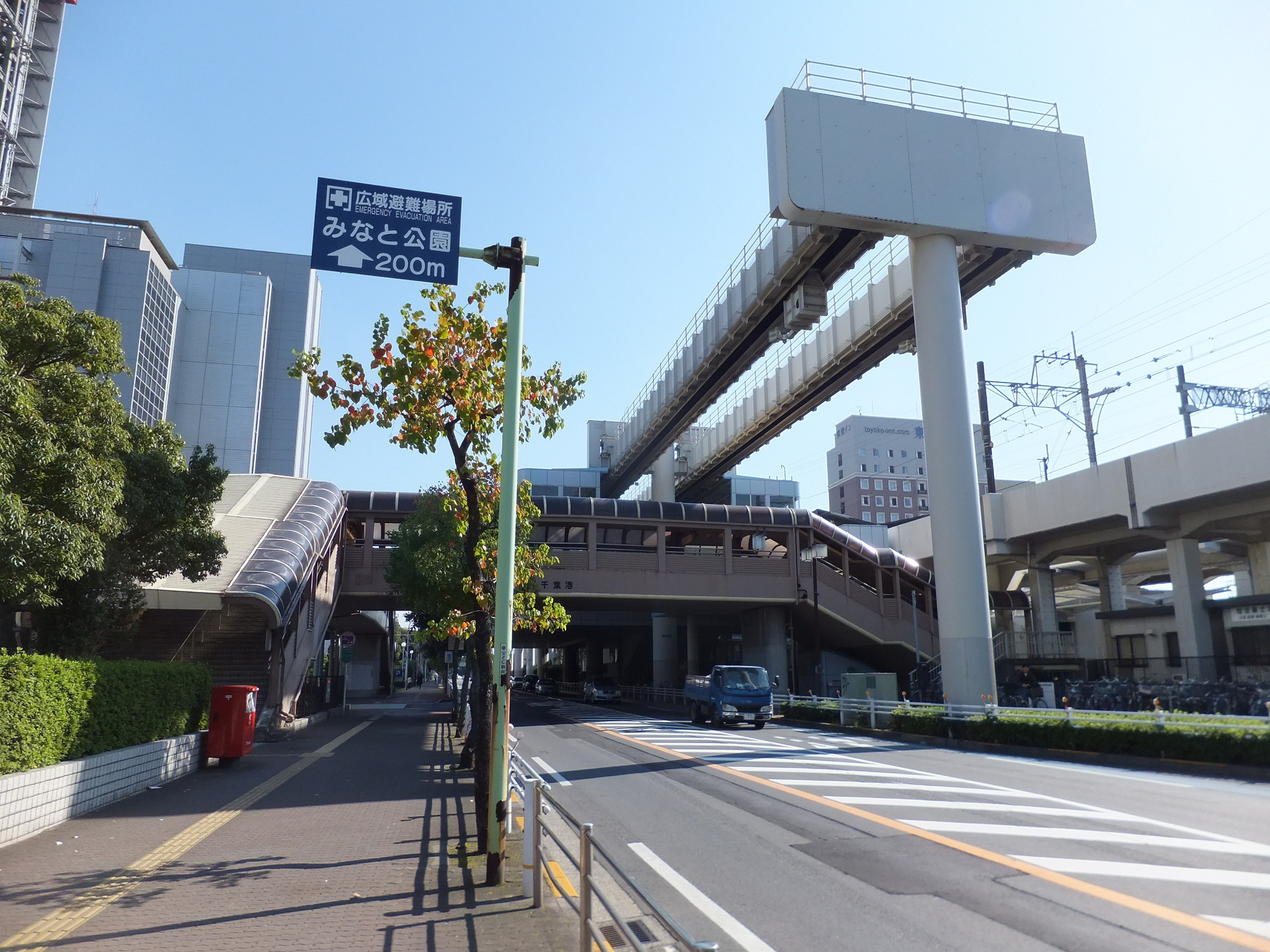
位在車站西北側的千葉都市單軌電車線軌道終點
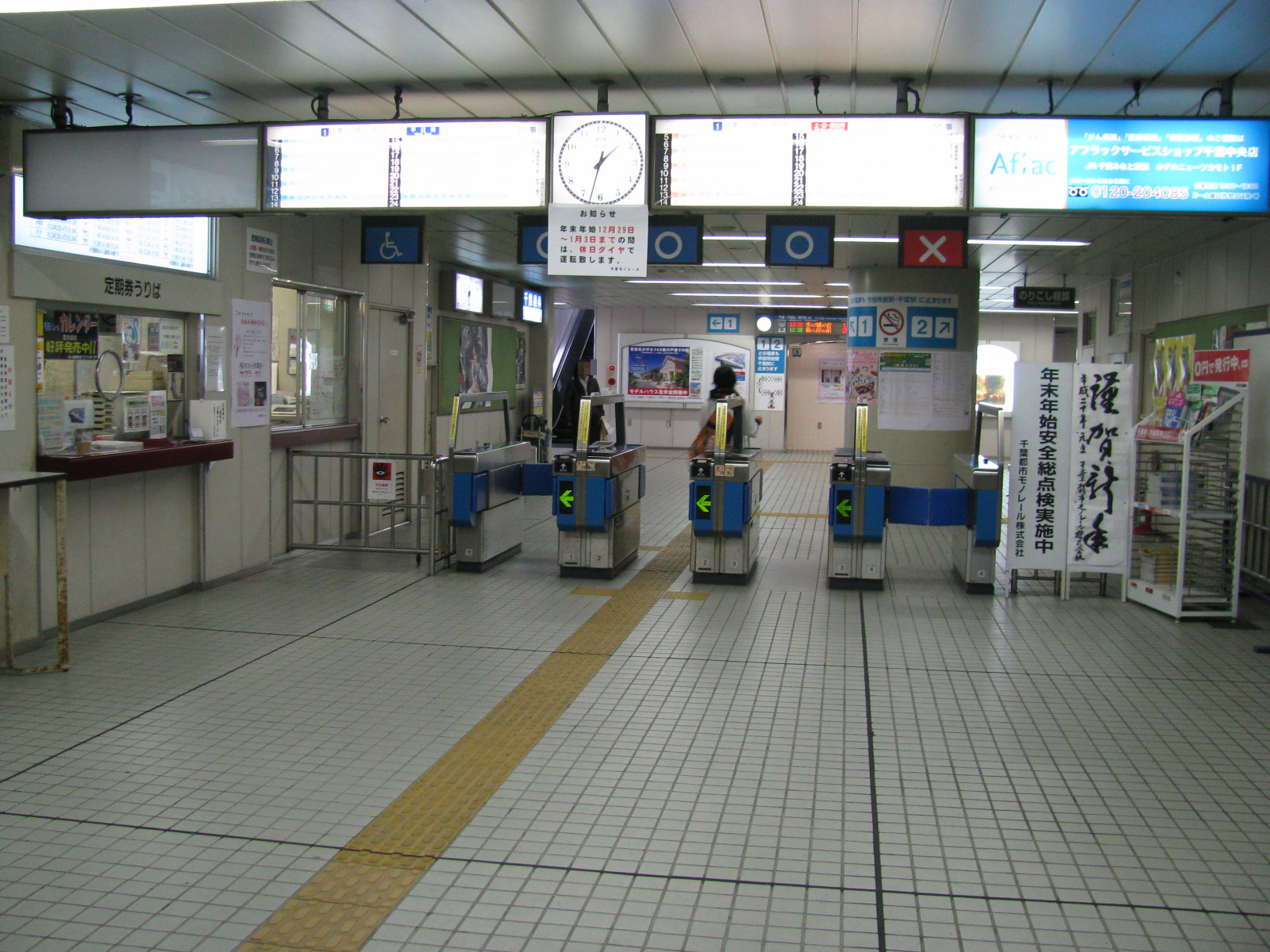
剪票口
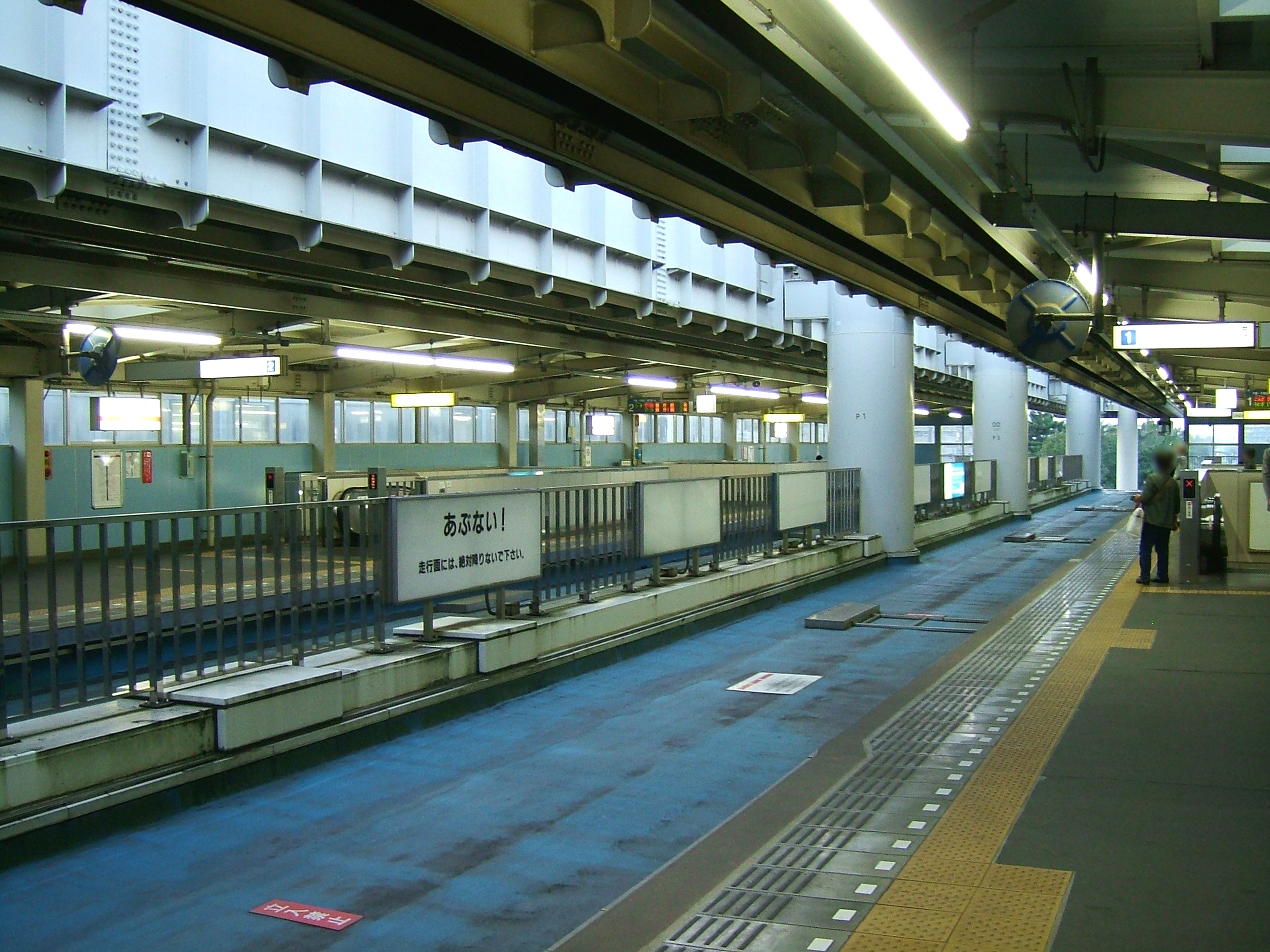
月台

## 車站周邊
千葉港車站位在千葉港邊，周遭被許多行政、商業、休憩設施與飯店所包圍。其中千葉市役所（市公所）在東北側與車站隔著港公園（みなと公園）相望，在一旁則是當地主要銀行、千葉銀行的總行。在車站南側步行約10分鐘處可以見到為了慶祝千葉縣人口超過500萬人而設立的紀念公園——千葉港公園（千葉ポートパーク），這座佔地約28.3公頃的公園裡設置了包括千葉港紀念塔（千葉ポートタワー）與千葉縣立美術館等當地的地標性建築。

## 使用情況
- JR東日本 - 2019年度的1日平均上車人次為17,199人。
- 千葉都市單軌電車 - 2018年度的1日平均上車人次為8,264人[4]。該公司18個車站當中排行第2位。

近年的1日平均上車人次推移如下表。
| 年度               | JR東日本 | 千葉都市 單軌電車 | 來源     |
| ------------------ | -------- | ----------------- | -------- |
| 1985年（昭和60年） | 2,337    | 未 開 業          | [ * 1 ]  |
| 1986年（昭和61年） | 1,955    | 未 開 業          | [ * 2 ]  |
| 1987年（昭和62年） | 2,285    | 未 開 業          | [ * 3 ]  |
| 1988年（昭和63年） | 3,266    | 未 開 業          | [ * 4 ]  |
| 1989年（平成元年） | 4,898    | 未 開 業          | [ * 5 ]  |
| 1990年（平成02年） | 6,009    | 未 開 業          | [ * 6 ]  |
| 1991年（平成03年） | 6,625    | 未 開 業          | [ * 7 ]  |
| 1992年（平成04年） | 6,968    | 未 開 業          | [ * 8 ]  |
| 1993年（平成05年） | 7,307    | 未 開 業          | [ * 9 ]  |
| 1994年（平成06年） | 7,563    | 未 開 業          | [ * 10 ] |
| 1995年（平成07年） | 8,597    | 2,919             | [ * 11 ] |
| 1996年（平成08年） | 9,439    | 3,825             | [ * 12 ] |
| 1997年（平成09年） | 9,505    | 4,160             | [ * 13 ] |
| 1998年（平成10年） | 9,444    | 4,174             | [ * 14 ] |
| 1999年（平成11年） | 9,432    | 4,421             | [ * 15 ] |
| 2000年（平成12年） | 9,813    | 4,493             | [ * 16 ] |
| 2001年（平成13年） | 10,157   | 4,540             | [ * 17 ] |
| 2002年（平成14年） | 10,592   | 4,684             | [ * 18 ] |
| 2003年（平成15年） | 11,649   | 5,139             | [ * 19 ] |
| 2004年（平成16年） | 12,147   | 5,448             | [ * 20 ] |
| 2005年（平成17年） | 13,118   | 5,702             | [ * 21 ] |
| 2006年（平成18年） | 14,013   | 6,166             | [ * 22 ] |
| 2007年（平成19年） | 14,768   | 6,573             | [ * 23 ] |
| 2008年（平成20年） | 15,134   | 6,704             | [ * 24 ] |
| 2009年（平成21年） | 14,934   | 6,658             | [ * 25 ] |
| 2010年（平成22年） | 14,888   | 6,648             | [ * 26 ] |
| 2011年（平成23年） | 14,559   | 6,342             | [ * 27 ] |
| 2012年（平成24年） | 14,956   | 6,740             | [ * 28 ] |
| 2013年（平成25年） | 15,561   | 7,157             | [ * 29 ] |
| 2014年（平成26年） | 15,699   | 7,237             | [ * 30 ] |
| 2015年（平成27年） | 16,400   | 7,504             | [ * 31 ] |
| 2016年（平成28年） | 16,733   | 7,774             | [ * 32 ] |
| 2017年（平成29年） | 17,052   | 8,047             | [ * 33 ] |
| 2018年（平成30年） | 17,191   | 8,264             |          |
| 2019年（令和元年） | 17,199   |                   |          |

備註
1. ↑  1986年3月3日開業。開業日から同年3月31日までの計29日間を集計したデータ。
2. ↑  1995年8月1日開業。開業日から翌年3月31日までの計244日間を集計したデータ。

## 相鄰車站
東日本旅客鐵道
 京葉線
■通勤快速
通過
■快速、■各站停車
稻毛海岸（JE 16）－（新港信號場〔舊：千葉貨物總站〕）－千葉港（JE 17）－蘇我
千葉都市單軌電車
 1號線（包括直通2號線）
千葉港（CM01）－市役所前（CM02）

### 使用情況
1. ↑  千葉県統計年鑑 （页面存档备份，存于） - 千葉県
2. ↑  千葉市統計書 （页面存档备份，存于） - 千葉市

JR東日本2000年度以後上車人次
1. ↑  各駅の乗車人員（2000年度） （页面存档备份，存于） - JR東日本
2. ↑  各駅の乗車人員（2001年度） （页面存档备份，存于） - JR東日本
3. ↑  各駅の乗車人員（2002年度） （页面存档备份，存于） - JR東日本
4. ↑  各駅の乗車人員（2003年度） （页面存档备份，存于） - JR東日本
5. ↑  各駅の乗車人員（2004年度） （页面存档备份，存于） - JR東日本
6. ↑  各駅の乗車人員（2005年度） （页面存档备份，存于） - JR東日本
7. ↑  各駅の乗車人員（2006年度） （页面存档备份，存于） - JR東日本
8. ↑  各駅の乗車人員（2007年度） （页面存档备份，存于） - JR東日本
9. ↑  各駅の乗車人員（2008年度） （页面存档备份，存于） - JR東日本
10. ↑  各駅の乗車人員（2009年度） （页面存档备份，存于） - JR東日本
11. ↑  各駅の乗車人員（2010年度） （页面存档备份，存于） - JR東日本
12. ↑  各駅の乗車人員（2011年度） （页面存档备份，存于） - JR東日本
13. ↑  各駅の乗車人員（2012年度） （页面存档备份，存于） - JR東日本
14. ↑  各駅の乗車人員（2013年度） （页面存档备份，存于） - JR東日本
15. ↑  各駅の乗車人員（2014年度） （页面存档备份，存于） - JR東日本
16. ↑  各駅の乗車人員（2015年度） （页面存档备份，存于） - JR東日本
17. ↑  各駅の乗車人員（2016年度） （页面存档备份，存于） - JR東日本
18. ↑  各駅の乗車人員（2017年度） （页面存档备份，存于） - JR東日本
19. ↑  各駅の乗車人員（2018年度） （页面存档备份，存于） - JR東日本
20. ↑  各駅の乗車人員（2019年度） （页面存档备份，存于） - JR東日本

千葉縣統計年鑑
1. ↑  .   [2020-07-27]. （原始内容存档于2020-01-08）.
2. ↑  .   [2020-07-27]. （原始内容存档于2020-01-08）.
3. ↑  .   [2020-07-27]. （原始内容存档于2020-01-08）.
4. ↑  .   [2020-07-27]. （原始内容存档于2020-01-08）.
5. ↑  .   [2020-07-27]. （原始内容存档于2020-01-08）.
6. ↑  .   [2020-07-27]. （原始内容存档于2020-01-08）.
7. ↑  .   [2020-07-27]. （原始内容存档于2020-01-08）.
8. ↑  .   [2020-07-27]. （原始内容存档于2020-01-08）.
9. ↑  .   [2020-07-27]. （原始内容存档于2020-01-08）.
10. ↑  .   [2020-07-27]. （原始内容存档于2020-01-08）.
11. ↑  .   [2020-07-27]. （原始内容存档于2020-01-08）.
12. ↑  .   [2020-07-27]. （原始内容存档于2020-01-08）.
13. ↑  .   [2020-07-27]. （原始内容存档于2020-01-08）.
14. ↑  .   [2020-07-27]. （原始内容存档于2020-01-08）.
15. ↑  .   [2020-07-27]. （原始内容存档于2017-09-30）.
16. ↑  .   [2020-07-27]. （原始内容存档于2017-09-30）.
17. ↑  .   [2020-07-27]. （原始内容存档于2017-09-30）.
18. ↑  .   [2020-07-27]. （原始内容存档于2017-09-30）.
19. ↑  .   [2020-07-27]. （原始内容存档于2017-09-30）.
20. ↑  .   [2020-07-27]. （原始内容存档于2017-09-30）.
21. ↑  .   [2020-07-27]. （原始内容存档于2020-01-08）.
22. ↑  .   [2020-07-27]. （原始内容存档于2020-01-08）.
23. ↑  .   [2020-07-27]. （原始内容存档于2020-01-08）.
24. ↑  .   [2020-07-27]. （原始内容存档于2020-04-24）.
25. ↑  .   [2020-07-27]. （原始内容存档于2017-08-30）.
26. ↑  .   [2020-07-27]. （原始内容存档于2017-08-30）.
27. ↑  .   [2020-07-27]. （原始内容存档于2017-08-30）.
28. ↑  .   [2020-07-27]. （原始内容存档于2017-08-30）.
29. ↑  .   [2020-07-27]. （原始内容存档于2017-08-11）.
30. ↑  .   [2020-07-27]. （原始内容存档于2017-08-11）.
31. ↑  .   [2020-07-27]. （原始内容存档于2017-08-11）.
32. ↑  .   [2020-07-27]. （原始内容存档于2020-04-24）.
33. ↑  .   [2020-07-27]. （原始内容存档于2020-04-24）.

## 外部連結
- 車站資訊（千葉港）：東日本旅客鐵道

35°36′25.8″N 140°6′8.7″E / 35.607167°N 140.102417°E